# Miara dyskretna
Miara dyskretna (ang. discrete measure) – miara określona na przestrzeni mierzalnej {\displaystyle (X,{\mathcal {F}})}, która danemu zbiorowi {\displaystyle A\in {\mathcal {F}}} przyporządkowuje jego wielkość w oparciu o to, ile elementów pewnego ciągu o wyrazach w {\displaystyle X} on zawiera. Naturalnym przeciwieństwem miary dyskretnej jest miara ciągła, która spełnia równość {\displaystyle \mu (\{x\})=0} dla każdego {\displaystyle x\in X}, tzn. każdy jednoelementowy podzbiór {\displaystyle X} ma miarę 0.

## Definicja
Niech {\displaystyle (X,{\mathcal {F}})} będzie taką przestrzenią mierzalną, że dla każdego {\displaystyle x\in X} zbiór {\displaystyle \{x\}} należy do σ-algebry {\displaystyle {\mathcal {F}}}. Miarę skończoną lub σ-skończoną nazwiemy dyskretną, jeśli istnieje przeliczalny zbiór {\displaystyle D\in {\mathcal {F}}} taki, że {\displaystyle \mu (D^{c})=0}.

## Konstrukcja miary
Miarę dyskretną na przestrzeni mierzalnej {\displaystyle (\mathbb {R} ,{\mathcal {B}})}, gdzie {\displaystyle {\mathcal {B}}} to σ-algebra Borela, można zdefiniować przy pomocny odpowiedniej dystrybuanty. Dla danego zbioru przeliczalnego {\displaystyle D\subset \mathbb {R} } definiujemy funkcję {\displaystyle f\;\colon D\to [0,\infty )} oraz funkcję sumującą {\displaystyle F\;\colon [0,\infty )\to [0,\infty )},
{\displaystyle F(x)=\sum _{d\leqslant x}f(d)}.
Wówczas
{\displaystyle \mu _{F}((-\infty ,x]):=F(x)}
oraz
{\displaystyle \mu _{F}(A)=\sum _{d\in D\cap A}f(d)}.
Miara {\displaystyle \mu _{F}} zachowuje wszystkie klasyczne własności miary zdefiniowanej za pomocą dystrybuanty.

## Własności
Niech {\displaystyle \mu } będzie miarą dyskretną określoną na przestrzeni {\displaystyle (X,{\mathcal {F}})} oraz niech {\displaystyle D\in {\mathcal {F}}} będzie odpowiadającym jej przeliczalnym zbiorem. Wówczas dla dowolnej funkcji mierzalnej {\displaystyle g\;\colon X\to [0,\infty ]} oraz {\displaystyle A\in {\mathcal {F}}} zachodzi
{\displaystyle \int _{A}g\;d\mu =\sum _{x\in A\cap D}g(x)\mu (\{x\})}.
Dowód: Podaną całkę można przeformułować, korzystając ze zbioru {\displaystyle D}.
{\displaystyle \int _{A}g\;d\mu =\int _{A\cap D}g\;d\mu +\int _{A\cap D^{c}}g\;d\mu =\int _{A\cap D}g\;d\mu =\int _{\bigcup _{x\in A\cap D}\{x\}}g\;d\mu =\sum _{x\in A\cap D}\int _{\{x\}}g\;d\mu =\sum _{x\in A\cap D}g(x)\mu (\{x\})}.

## Zastosowanie w teorii liczb
Miara dyskretna znajduje swoje zastosowania w teorii liczb, np. w dowodzie twierdzenia o liczbach pierwszych korzystającym jedynie z teorii miary i metod elementarnych. Wynika to z charakteru wykorzystywanych tam funkcji sumujących, m.in. funkcji Czebyszewa. Są one nieujemne i ciągłe prawostronnie, więc można przyjąć je za dystrybuanty odpowiednich miar. Dodatkowo, przy określeniu odpowiedniego multiplikatywnego splotu miar zachowującego własności splotu Dirichleta, można wyprowadzić miarowy analogon tożsamości Selberga, na której oparta jest większość dowodów elementarnych.